# Al-Bahluliyah
Al-Bahluliyah (tiếng Ả Rập: البهلولية) là một thị trấn ở phía tây bắc Syria, một phần hành chính của Tỉnh Latakia, nằm ở phía bắc Latakia. Các địa phương gần đó bao gồm Al-Shamiyah và Burj Hồi giáo ở phía tây, Sitmarkho và al-Qanjarah ở phía tây nam và al-Haffah ở phía đông nam. Theo Cục Thống kê Trung ương Syria, al-Bahluliyah có dân số 4.665 trong cuộc điều tra dân số năm 2004. Cư dân của nó chủ yếu là Alawites.